# 潭戎
潭戎（?—?），是中国东汉时期武陵郡澧中县（今天湖南省澧县）蛮人的一个部落首领。
汉和帝永元四年（92年），因为郡县徭役税收失平，潭戎怀有怨恨，率领澧中、溇中（今湖南省慈利县、石门县一带）少数民族起事反汉，烧邮亭、杀官吏。永元七年（95年），再次暴动，被武陵郡的兵马镇压。